# Red Rum
Red Rum (3 mei 1965 - 18 oktober 1995) was een van de bekendste renpaarden die de wereld ooit gekend heeft. Hij wist als enige paard tot drie keer toe The Grand National te winnen en werd zo een legende.

## Afstamming en signalement
Red Rum's afstamming is Quorum x Mared. Red Rum was een mooie bruine Volbloedruin met een klein kolletje. Voor de rest had hij weinig aftekeningen. Hij had altijd een intelligente uitstraling.

## Carrière
Red Rum begon zijn racecarrière met het rennen van korte sprintraces. Hij was echter niet heel succesvol en werd daardoor steeds maar weer doorverkocht, tot hij uiteindelijk bij trainer Ginger McCain terechtkwam. Deze trainer liet het paard aan Noel Le Mare zien. Deze kocht Red Rum en Ginger McCain mocht Red Rum gaan trainen voor The Grand National.

## Resultaten
Zijn eerste twee overwinningen (in 1973 en 1974) werd hij gereden door Brian Fletcher, echter in 1975 kwam er veel commentaar op deze jockey omdat hij Red Rum zou hebben ingehouden waardoor L'Escargot had gewonnen en Red Rum tweede was geworden. In 1976 werd Fletcher vervangen door Tommy Stack, maar bij deze race werd Red Rum werderom verslagen, deze keer door Rag Trade. Het volgende jaar pakte Red Rum zijn derde overwinning en werd zo een levende legende.
Red Rum was erg geliefd bij het volk, "Rummy" werd een nationale bekendheid. Er werden verschillende boeken over hem geschreven en ook werd Red Rum betrokken bij de opening van verschillende evenementen.
Red Rum heeft zijn hele leven last gehad van een botziekte in zijn hoef. McCain ging elke keer voor dat hij The Grand National moest lopen met hem zwemmen, zodat hij er minder last van zou hebben. Uiteindelijk is Red Rum op 30-jarige leeftijd overleden. Hij ligt begraven op de Aintree Racecourse. Deze plek trekt vandaag de dag nog veel fans.
Ginger McCain won in 2004 de Grand National opnieuw, ditmaal met Amberleigh House. McCain overleed in 2011 op 80-jarige leeftijd.